# 西山学院高等学校
西山学院高等学校（にしやまがくいんこうとうがっこう）とは、宮城県刈田郡七ヶ宿町字矢立平に所在する全日制の私立高等学校。

## 沿革
- 1991年4月 - 開校
- 2006年11月 - キャリア教育推進優良校として、文部科学大臣表彰を受賞

## 特徴
全寮制の高等学校。宮城県と山形県の県境、自然豊かな山間に位置し、共同生活を通して青春期に豊かな心、逞しさ、自立心を養うことに力を入れている。
英・国・数の授業は、レベル別に3段階に別れ、進学・就職を目指す。進学希望者には、0時間目、17時からの進学講習を実施し、受験対策を行っている。

## 交通アクセス
- 自動車利用
東北自動車道 白石ICより南陽方向へ約30キロメートル。国見ICより同、約20キロメートル
- JR新幹線
白石蔵王駅よりバス50分（タクシー30分）
- JR東北本線
白石駅よりバス40分（タクシー25分）[2]

## 教育

### 教育目標
建学の精神に基づき、徳・体・奉・知を兼ね備えた青年を育成し、新しい時代に広く社会に受け入れられ、社会に役立つ人材を育成します。

## 設置学科
- 全日制
  - 普通科（普通コース、陶芸コース、音楽コース）[4]

## 部活動

### 運動部
- 卓球部
- 吹奏楽部
- バドミントン部

## 主な年間行事
- 4月：始業式、新入生歓迎会
- 5月：全校登山
- 6月：海外研修、寮祭
- 7月：合唱コンクール
- 9月：体育祭
- 10月：文化祭
- 12月：クリスマス会
- 2月：お別れ会
- 3月：卒業式、インターンシップ[5]

## 系列法人
- アイスター
- 萠愛学園
- 萠愛調理師専門学校[6]

## 関連事項
- 宮城県高等学校一覧